# Кам'янський трамвай
Кам'янський трамвай —  трамвайна система у місті Кам'янське.

## Історія
Проєкт будівництва трамваю у місті було розроблено 1934 року, а вже у квітні 1935 року розпочалося будівництво першої лінії.
Урочисте відкриття першої лінії відбулося 27 листопада 1935 року. Маршрут № 1 завдовжки 12,6 км проходив від копрового цеху Коксохіму Першотравневою вулицею (нині — вул. Травнева), Базарним узвозом, вулицями Сировця, 2-ю Дачною (нині — вул. Героїв Рятувальників) та 3-ю Дачною (нині — вул. Спортивна; у зворотній бік) до цементного заводу.
Другу лінію відкрито 12 грудня 1937 року спочатку як одноколійну (друга колія збудована у березні 1938 року) — від центру проспектами Леніна (нині — проспект Свободи) та Ювілейним до вулиці Народної. Сюди спрямований маршрут № 2.
У листопаді 1939 року відкрито другу чергу першої лінії — її було подовжено від копрового цеху ДКХЗ до самого ДКХЗ на північний схід.
Станом на 1941 рік довжина мережі становила 25,6 км, у депо перебувало 27 двовісних вагонів — 15 моторних та 12 причіпних.
Впродовж німецької окупації (з серпня 1941 року по листопад 1943 року) трамвайний рух у місті не діяв. Після визволення міста рух поновився у червні 1944 року.
У повоєнну добу, у 1949—1954 роках, до міста надійшли 23 вживані вагони з Харкова, Москви та Києва.
24 квітня 1949 року вперше після війни відбулося розширення мережі — маршрут № 2 подовжено до станції Баглій (нині — Запоріжжя-Кам'янське), а ще за рік — у травні 1950 року — вулицею Дніпропетровською (нині — вул. Січеславський шлях) та проспектом Конституції СРСР (нині — просп. Конституції) до Соцмістечка.
З 1951 року почали надходити нові трамваї КТМ-1/КТП-1.

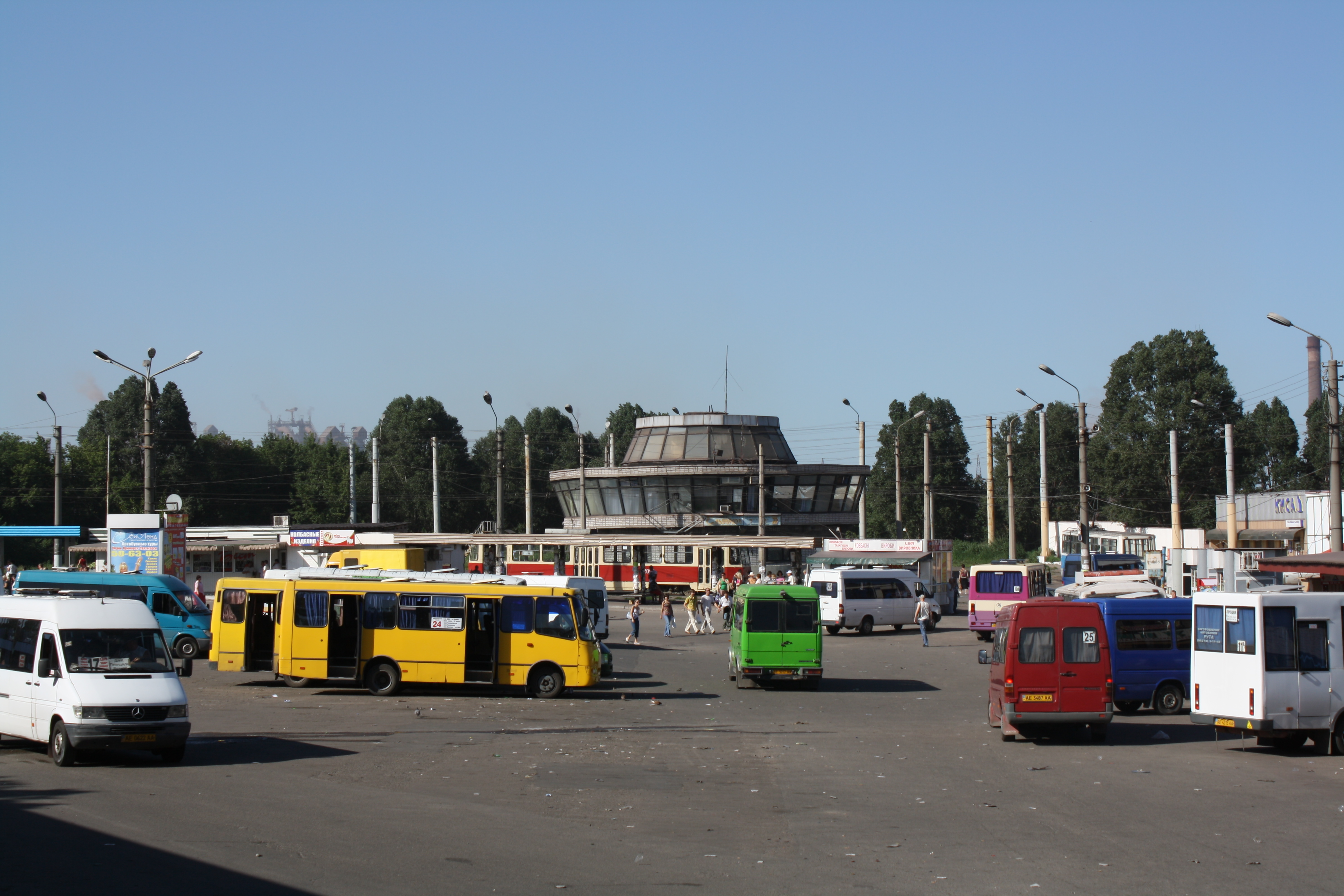
Площа ДМК

1950-ті роки стали періодом розширення мережі на схід. Впродовж 1953—1959 років у три черги було збудовано лінію проспектом Аношкіна до вулиці 4-ї Заводської. Сюди пішов новий маршрут № 3. Було відкрито кільце біля ДМК шляхом подовження лінії від Прометея ближче до заводу.
1960 року відкрито нове трамвайне депо поблизу станції Баглій. Розбудовувалася мережа і у 1960-х роках. 1965 року маршрут № 1 подовжено на захід від цементного заводу вулицями Макіївською, Криворізькою та Виборзькою (нині — вул. Марії Примаченко) до селища Романкове (вулиця Одеська). 1966 року маршрут № 3 подовжено від 4-ї Заводської до селища Карнаухівка.
Наприкінці 1960-х років повністю списані довоєнні вагони, натомість парк поповнювався вагонами КТМ-1/КТП-1 та КТМ-2/КТП-2.
1971 року відкрита нова лінія вулицями Сировця, Комсомольським проспектом (нині — просп. Василя Стуса) та вулицею Генерала Глаголєва (нині — вул. Сержанта Коновалова) до вулиці Скаліка. Сюди спрямовано маршрут № 1.

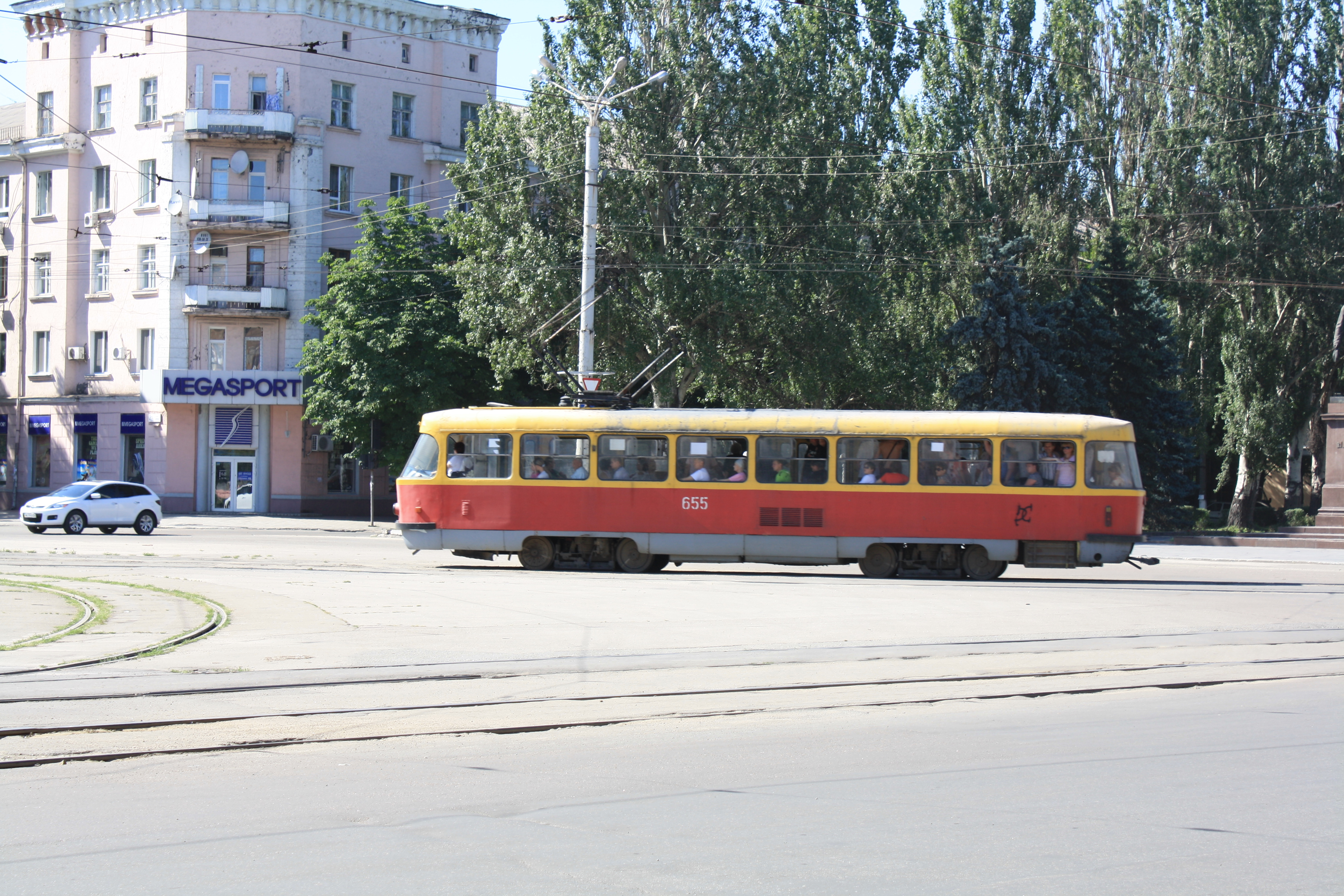
Tatra T3SU

З 1972 року у місто почав надходити новий рухомий склад — вагони чеського виробництва Tatra T3SU. До 1988 року їх надійде разом 205 вагонів і впродовж 1985—1988 років єдиним типом рухомого складу у місті будуть саме ці вагони.
1975 року було відкрито нове трамвайне депо на 100 місць поблизу цементного заводу.
1977 року було відкрито нову лінію вулицею Чапаєва (нині — вул. Гетьмана Дорошенка), що сполучила дві магістральні лінії — Ювілейний проспект та проспект Аношкіна (нині — проспект Відродження).
1986 року відкрито продовження маршруту № 2 на схід — вулицями Тульською (нині —  вул. Артема Тесленка), Подільською (в один бік), Волзькою (нині — вул. Андріївська) (в один бік), Дунайською (в один бік) та Леваневського (в один бік) та утворено велике кільце навколо кварталу.
У другій половині 1980-х років почали надходити нові вагони КТМ-5 (КТМ-5М3).
1990 року вдбулися чергові зміни мережі — через розширення промислового майданчика ДМК лінію вулицею Першотравневою (нині — вул. Травнева) перенесено південніше — на вулиці Широку та Садову. Завдяки цьому лінія стала довшою на 1,6 км. Це найновіша лінія у місті, більше розширень мережі не відбувалося. На початку 1990-х років діяло 7 маршрутів та в двох депо перебував 221 вагон.
Натомість корективи у розвиток трамвая внесла трагедія, що сталася 2 липня 1996 року. Трамвай КТМ-5М3 № 1044, що рухався маршрутом № 2А вниз вулицею Чапаєва (нині — вул. Гетьмана Дорошенка), через відмову гальм на великому ухилі врізався у стіну на розі вулиці Чапаєва та проспекту Аношкіна. Ця трагедія забрала життя 34 людей і ще близько 100 людей отримали травми. Після трагедії було припинено рух вулицею Чапаєва (нині — вул. Гетьмана Дорошенка), а саму лінію демонтовано у 2003 році.
Впродовж 1996—1997 років половину із 50 вагонів КТМ-5, що перебували тоді на балансі, було списано. Депо № 2 перетворено на службу колії.

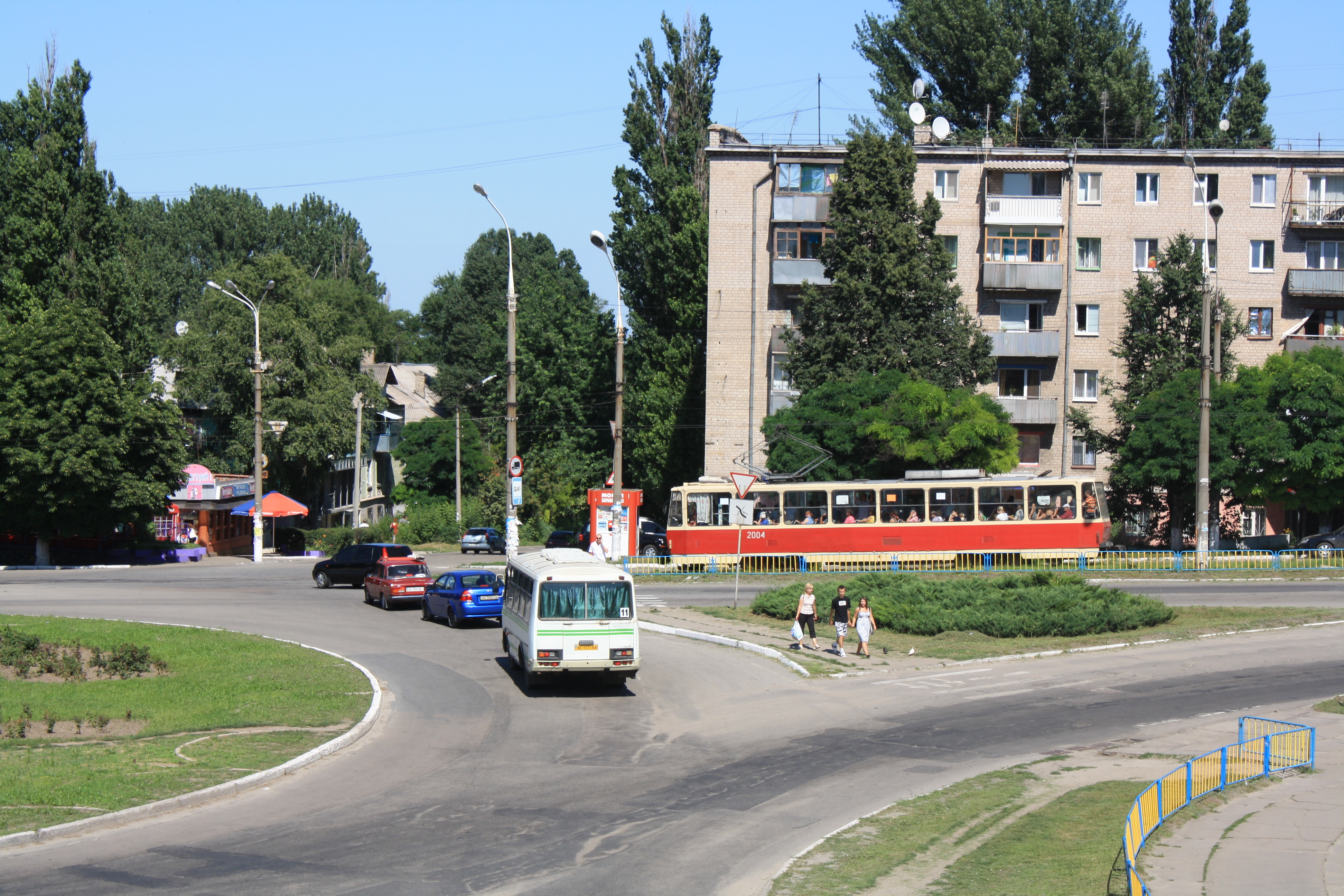
Tatra T6B5

Впродовж 1993—1997 років надійшло 27 вагонів КТМ-8, а впродовж 1996—2000 років — 5 вагонів Tatra T6B5.
Станом на 2011 рік довжина мережі становила 78,9 км.
11 березня 2016 року Кам'янське отримало два капітально відремонтовані трамваї.
З 12 вересня 2017 року по 6 листопада 2017 року в місті проводилися випробування нової розробки ТОВ «Татра-Юг» трамвая Tatra К-1М6.
13 березня 2018 року один-в-один повторилася ситуація понад 20-річної давності: у трамвайного вагона на крутому спуску не спрацювала жодна з трьох систем гальмування. У трамвайного вагона № 664, всередині якого знаходилися близько 100 пасажирів, що прямував за маршрутом № 2, повністю відмовили гальма на одному з найкрутіших спусків міста — проспекті Свободи в районі пам'ятника Леоніду Брежнєву. Тільки завдяки професіоналізму водія Наталії Пілютикової трамвай вдалося зупинити. Наступного дня, 14 березня, вагон № 664 був знову випущений на лінію (за маршрутом № 4), де він знову зламався через раптове знеструмлення. Сталося це в районі зупинки «ДДГРЕС».

## Маршрути
| Перелік трамвайних маршрутів в місті Кам'янське | Перелік трамвайних маршрутів в місті Кам'янське     | Перелік трамвайних маршрутів в місті Кам'янське                                                            | Перелік трамвайних маршрутів в місті Кам'янське     | Перелік трамвайних маршрутів в місті Кам'янське |
| №                                               | Пункт відправлення                                  | Маршрут прямування                                                                                         | Пункт прибуття                                      | Примітки                                        |
| ----------------------------------------------- | --------------------------------------------------- | --- | --------------------------------------------------- | ----------------------------------------------- |
| 1                                               | ДМК                                                 | просп. Свободи, просп. Тараса Шевченка, просп. Василя Стуса, вул. Сержанта Коновалова                      | Вул. Сергія Слісаренка                              |                                                 |
| 2                                               | ДМК                                                 | просп. Відродження, просп. Свободи, Ювілейний просп., вул. Січеславський Шлях, просп. Конституції          | Вул. Дунайська                                      |                                                 |
| 2А                                              | ДМК                                                 | просп. Аношкіна (нині — просп. Відродження) — вул. Чапаєва (нині — вул. Гетьмана Дорошенка)                | Вул. Дунайська                                      | Закритий 1996 року                              |
| 3                                               | ДМК                                                 | просп. Свободи, просп. Відродження, вул. Чайковського                                                      | Карнаухівка                                         |                                                 |
| 4                                               | ДКХЗ                                                | вул. Широка, просп. Свободи, просп. Тараса Шевченка, Гімназичний просп., вул. Макіївська, вул. Криворізька | Вул. Одеська                                        |                                                 |
| 5                                               | Вулиця Скаліка (нині — вул. Сергія Слісаренка)      | просп. Аношкіна                                                                                            | Карнаухівка                                         |                                                 |
| 6                                               | Карнаухівка                                         | просп. Аношкіна — вул. Чапаєва (нині — вул. Гетьмана Дорошенка)                                            | Вул. Дунайська                                      | Закритий 1996 року                              |
| 7                                               | ДКХЗ                                                | | Вул. Спортивна                                      | Скорочена версія маршруту № 4                   |
| 8                                               | Вул. Маяковського (нині — вул. Олександра Довженка) | | Вул. Дунайська                                      | Скорочена версія маршруту № 2                   |
| 9                                               | ДМК                                                 | | Вул. Маяковського (нині — вул. Олександра Довженка) | Скорочена версія маршруту № 2                   |

### Схеми маршрутів
|  |

|  |  |  |

|  |

|  |  |  |

|  |

|  |

|  |

|  |  |  |

|  |  |  |

|  |

|  |  |  |

|  |  |  |

|  |  |  |

|  |

|  |

|  |

|  |

|  |

|  |  |  |

|  |

|  |  |  |

|  |

|  |

|  |

|  |  |  |

|  |  |  |

|  |

|  |  |  |

|  |  |  |

|  |  |  |

|  |

|  |

|  |

|  |

|  |

|  |  |  |

|  |

|  |  |  |

|  |

|  |

|  |

|  |  |  |

|  |  |  |

|  |

|  |  |  |

|  |  |  |

|  |  |  |

|  |

|  |

|  |

|  |

|  |

|  |  |  |

|  |

|  |  |  |

|  |

|  |

|  |

|  |  |  |

|  |  |  |

|  |

|  |  |  |

|  |  |  |

|  |  |  |

|  |

|  |

|  |

|  |

|  |

|  |  |  |

|  |

|  |  |  |

|  |

|  |

|  |

|  |

|  |  |  |

|  |  |  |

|  |

|  |

|  |

|  |

|  |

|  |  |  |

|  |  |  |

|  |  |  |

|  |  |  |

|  |  |  |

|  |  |  |  |

|  |

|  |

|  |

|  |  |  |  |  |

|  |  |  |  |  |

|  |  |  |  |  |

|  |  |  |  |  |

|  |

|  |  |  |

|  |

|  |  |  |

|  |

|  |

|  |

|  |

|  |  |  |

|  |  |  |

|  |

|  |

|  |

|  |

|  |

|  |  |  |

|  |  |  |

|  |  |  |

|  |  |  |

|  |  |  |

|  |  |  |  |

|  |

|  |

|  |

|  |  |  |  |  |

|  |  |  |  |  |

|  |  |  |  |  |

|  |  |  |  |  |

|  |

|  |  |  |

|  |

|  |  |  |

|  |

|  |

|  |

|  |

|  |  |  |

|  |  |  |

|  |

|  |

|  |

|  |

|  |

|  |  |  |

|  |  |  |

|  |  |  |

|  |  |  |

|  |  |  |

|  |  |  |  |

|  |

|  |

|  |

|  |  |  |  |  |

|  |  |  |  |  |

|  |  |  |  |  |

|  |  |  |  |  |

|  |

|  |  |  |

|  |

|  |  |  |

|  |

|  |

|  |

|  |

|  |  |  |

|  |  |  |

|  |

|  |

|  |

|  |

|  |

|  |  |  |

|  |  |  |

|  |  |  |

|  |  |  |

|  |  |  |

|  |  |  |  |

|  |

|  |

|  |

|  |  |  |  |  |

|  |  |  |  |  |

|  |  |  |  |  |

|  |  |  |  |  |

|  |

|  |  |  |

|  |

|  |  |  |

|  |

|  |

|  |

|  |

|  |  |  |

|  |  |  |

|  |

|  |

|  |

|  |

|  |

|  |

|  |

|  |

|  |

|  |

|  |

|  |

|  |

|  |

|  |

|  |

|  |  |  |

|  |

|  |  |  |

|  |

|  |

|  |

|  |

|  |  |  |

|  |  |  |

|  |

|  |

|  |

|  |

|  |

|  |

|  |

|  |

|  |

|  |

|  |

|  |

|  |

|  |

|  |

|  |

|  |  |  |

|  |

|  |  |  |

|  |

|  |

|  |

|  |

|  |  |  |

|  |  |  |

|  |

|  |

|  |

|  |

|  |

|  |

|  |

|  |

|  |

|  |

|  |

|  |

|  |

|  |

|  |

|  |

|  |  |  |

|  |

|  |  |  |

|  |

|  |

|  |

|  |

|  |  |  |

|  |  |  |

|  |

|  |

|  |

|  |

|  |

|  |

|  |

|  |

|  |

|  |

|  |

|  |

|  |

|  |

|  |

|  |  |  |

|  |  |  |

|  |  |  |

|  |  |  |

|  |  |  |

|  |  |  |

|  |  |  |

|  |  |  |

|  |  |  |

|  |  |  |  |  |

|  |  |  |

|  |  |  |

|  |  |  |

|  |  |  |

|  |  |  |

|  |  |  |

|  |  |  |  |  |

|  |  |  |  |  |

|  |  |  |  |  |

|  |  |  |

|  |  |  |

|  |  |  |

|  |  |  |  |  |

|  |  |  |

|  |  |  |  |  |

|  |  |  |

|  |  |  |

|  |  |  |

|  |  |  |

|  |  |  |

|  |  |  |

|  |  |  |

|  |  |  |

|  |  |  |

|  |  |  |

|  |  |  |

|  |  |  |

|  |  |  |

|  |  |  |

|  |  |  |

|  |  |  |

|  |  |  |

|  |  |  |

|  |  |  |

|  |  |  |  |  |

|  |  |  |

|  |  |  |

|  |  |  |

|  |  |  |

|  |  |  |

|  |  |  |

|  |  |  |  |  |

|  |  |  |  |  |

|  |  |  |  |  |

|  |  |  |

|  |  |  |

|  |  |  |

|  |  |  |  |  |

|  |  |  |

|  |  |  |  |  |

|  |  |  |

|  |  |  |

|  |  |  |

|  |  |  |

|  |  |  |

|  |  |  |

|  |  |  |

|  |  |  |

|  |  |  |

|  |  |  |

|  |  |  |

|  |  |  |

|  |  |  |

|  |  |  |

|  |  |  |

|  |  |  |

|  |  |  |

|  |  |  |

|  |  |  |

|  |  |  |  |  |

|  |  |  |

|  |  |  |

|  |  |  |

|  |  |  |

|  |  |  |

|  |  |  |

|  |  |  |  |  |

|  |  |  |  |  |

|  |  |  |  |  |

|  |  |  |

|  |  |  |

|  |  |  |

|  |  |  |  |  |

|  |  |  |

|  |  |  |  |  |

|  |  |  |

|  |  |  |

|  |  |  |

|  |  |  |

|  |  |  |

|  |  |  |

|  |  |  |

|  |  |  |

|  |  |  |

|  |  |  |

|  |  |  |

|  |  |  |

|  |  |  |

|  |  |  |

|  |  |  |

|  |  |  |

|  |  |  |

|  |  |  |

|  |  |  |

|  |  |  |  |  |

|  |  |  |

|  |  |  |

|  |  |  |

|  |  |  |

|  |  |  |

|  |  |  |

|  |  |  |  |  |

|  |  |  |  |  |

|  |  |  |  |  |

|  |  |  |

|  |  |  |

|  |  |  |

|  |  |  |  |  |

|  |  |  |

|  |  |  |  |  |

|  |  |  |

|  |  |  |

|  |  |  |

|  |  |  |

|  |  |  |

|  |  |  |

|  |  |  |

|  |  |  |

|  |  |  |

|  |  |  |

## Рухомий склад
Станом на 1 січня 2010 року на балансі експлуатуючого підприємства перебував 51 пасажирський та 8 службових вагонів, з яких: 71-605 — 8 одиниць (та 1 службовий), 71-608К — 6, 71-608КМ — 7, Tatra T3SU — 25, Tatra T6B5 — 5, Tatra T6A5 — 8.
Станом на 1 січня 2016 року перебувало в експлуатації 52 пасажирських, 8 службових вагонів.
Станом на 1 червня 2019 року на балансі підприємства перебувало 34 пасажирських, 6 службових вагонів.
У 2020 році прибули з Праги 5 вагонів - Tatra T6A5

## Трамвайні депо
- Трамвайне депо № 1 48°31′19″ пн. ш. 34°35′03″ сх. д. / 48.521807° пн. ш. 34.584122° сх. д.
- Трамвайне депо № 2 48°28′47″ пн. ш. 34°38′03″ сх. д. / 48.479735° пн. ш. 34.634268° сх. д.

## Енергогосподарство
Станом на 2016 рік діє 14 тягових підстанцій.

## Розклад руху
З 25 грудня 2015 року усі трамваї міста оснащені GPS-трекерами, а вже у березні 2016 року на проспекті Шевченка на зупинці «вул. Героїв-рятувальників» було встановлено інформаційне табло — перше із запланованих 17 покажчиків руху електротранспорту.
Загалом у місті в 2016 році встановлено 35 інформаційних табло, з яких, через крадіжки, станом на березень 2018 року залишилося 30. З січня 2018 року всі електронні табло, які до цього обслуговували різні підрядники, були передані КП «Інформаційні системи».

## Вартість проїзду
З 1 січня 2017 року вартість проїзду складала 2,00 ₴ на маршруті № 1 та 2,50 ₴ на маршрутах № 2, 3 та 4. Вартість місячного проїзного квитка — 120,00 ₴.
З 5 грудня 2018 року вартість проїзду складала — 3,50 ₴.
З 9 грудня 2021 року вартість проїзду складає 6,00 ₴, вартість місячного проїзного квитка — 216,00 ₴.
З 1 квітня 2025 року вартість проїзду складає 8,00 ₴, вартість місячного проїзного квитка — 288,00 ₴.